# 遠藤町
遠藤町（えんどうまち）は、神奈川県川崎市幸区の町名。丁目の設定がない単独町名。住居表示は実施されていない。面積は7.31 haである。

## 地理
幸区の東部に位置する、三角形の町である。北端を国道409号（府中街道）が、西端を国道1号（第二京浜国道）が通過している。北西の角には川崎市立御幸小学校が位置している。なお、上述のように正式な読みは「えんどうまち」であるが、一般には「えんどうちょう」と読まれる。
遠藤町は北端で府中街道を挟んで戸手と、南端で河原町と、西端で紺屋町と接する。これらの町域は幸区に属しており、遠藤町は区境・市境に接さない。

### 地価
住宅地の地価は2025年（令和7年）1月1日時点の公示地価によれば遠藤町41-4の地点34万2000円/m²となっている。

## 歴史
江戸時代の当地は一面の水田であった。その頃には、現在の地名で言えば川崎区観音にある石観音堂が栄えていたが、周囲の地名が「遠藤野」であり、遠方からの参拝客は「遠藤耕地」であった当地と混乱したという。

### 地名の由来
戸手の小字であった遠藤耕地に由来するが、それ以上のことはわかっていない。なお、遠藤町は遠藤耕地だけでなく、下河原耕地も一部が含まれる。

### 沿革
- 江戸時代 - 当地は戸手村の一部であった。
- 1873年（明治6年）- のちの川崎市立御幸小学校が開校[7]。
- 1889年（明治22年）- 町村制施行により御幸村が成立。当地は御幸村戸手の一部となる。
- 1924年（大正13年）- 御幸村・川崎町・大師町の合併で川崎市が成立。当地は川崎市戸手の一部となる。
- 1928年（昭和3年）- 耕地整理により、遠藤町が設置される[10]。
- 1945年（昭和20年）- 川崎大空襲により被害を受ける[6]。
- 1972年（昭和47年）- 川崎市が政令指定都市に移行。川崎市幸区遠藤町となる。
- 1976年（昭和51年）- 一部が戸手に編入される[6]。
- 1999年（平成11年）- 川崎信金猟銃強盗殺人事件が発生。

## 世帯数と人口
2025年（令和7年）6月30日現在（川崎市発表）の世帯数と人口は以下の通りである。
| 町丁   | 世帯数  | 人口    |
| ------ | ------- | ------- |
| 遠藤町 | 646世帯 | 1,390人 |

### 人口の変遷
国勢調査による人口の推移。
| 年                 | 人口  |
| ------------------ | ----- |
| 1995年（平成7年）  | 739   |
| 2000年（平成12年） | 749   |
| 2005年（平成17年） | 732   |
| 2010年（平成22年） | 976   |
| 2015年（平成27年） | 1,320 |
| 2020年（令和2年）  | 1,354 |

### 世帯数の変遷
国勢調査による世帯数の推移。
| 年                 | 世帯数 |
| ------------------ | ------ |
| 1995年（平成7年）  | 294    |
| 2000年（平成12年） | 311    |
| 2005年（平成17年） | 315    |
| 2010年（平成22年） | 422    |
| 2015年（平成27年） | 528    |
| 2020年（令和2年）  | 561    |

## 学区
市立小・中学校に通う場合、学区は以下の通りとなる（2025年4月時点）。
| 番地 | 小学校             | 中学校             |
| ---- | ------------------ | ------------------ |
| 全域 | 川崎市立御幸小学校 | 川崎市立御幸中学校 |

## 事業所
2021年（令和3年）現在の経済センサス調査による事業所数と従業員数は以下の通りである。
| 町丁   | 事業所数 | 従業員数 |
| ------ | -------- | -------- |
| 遠藤町 | 37事業所 | 467人    |

### 事業者数の変遷
経済センサスによる事業所数の推移。
| 年                 | 事業者数 |
| ------------------ | -------- |
| 2016年（平成28年） | 37       |
| 2021年（令和3年）  | 37       |

### 従業員数の変遷
経済センサスによる従業員数の推移。
| 年                 | 従業員数 |
| ------------------ | -------- |
| 2016年（平成28年） | 303      |
| 2021年（令和3年）  | 467      |

## 交通

### 路線バス

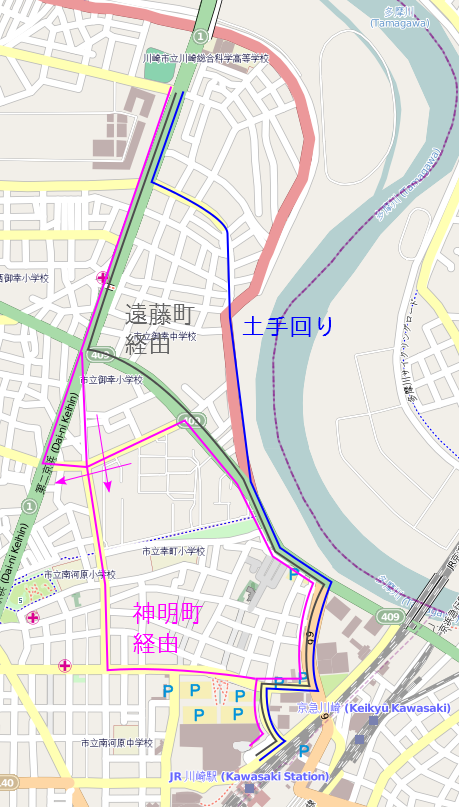
「遠藤町経由」と他経路

当地を経由するバスは、川崎市交通局が川崎駅ラゾーナ広場と上平間や武蔵小杉駅を結ぶ川71系統を、東急バスが川崎駅ラゾーナ広場と五反田駅を結ぶ反01系統を運行している。なお、両者ともバス停のよみを「えんどうちょう」としているほか、他の系統も合わせると川崎駅 - 小向交番前間の経路が3通りあり、遠藤町を通る系統については識別のために「遠藤町経由」と称されている。

### 道路
当地の北端を国道409号（府中街道）が、西端を国道1号（第二京浜国道）が通り、両者は遠藤町交差点で交差している。

## 施設
- 川崎信用金庫遠藤町支店 - 川崎信金猟銃強盗殺人事件が発生した。
- 川崎市立御幸小学校

## その他

### 日本郵便
- 郵便番号 : 212-0006[3]（集配局 : 川崎港郵便局[23]）

### 警察
町内の警察の管轄区域は以下の通りである。
| 番・番地等 | 警察署   | 交番・駐在所 |
| ---------- | -------- | ------------ |
| 全域       | 幸警察署 | 河原町交番   |